# Louis-Antoine de Rohan-Chabot
Louis-Antoine-Auguste de Rohan-Chabot (1733-1807), prince, comte et baron de Léon, duc de Chabot puis (1791) 6e duc de Rohan, est un aristocrate et officier général français.

## Biographie
Né le 20 avril 1733, il est le fils de Guy-Auguste de Rohan-Chabot, vicomte de Bignan, lieutenant-général des armées du Roi, et d'Yvonne Sylvie du Breil de Rays, sa première épouse. En 1726, son père s'est rendu célèbre par une altercation avec Voltaire.

### Un officier au service du Roi
Il sert dans les armées du Roi dès l'âge de quatorze ans : en 1748, il sert dans les campagnes des Flandres comme cornette. En 1749, il devient colonel à la suite du régiment de grenadiers, en 1756 mestre de camp du régiment de cavalerie royal-étranger, qu'il commande à la bataille d'Hastembreke, à la prise de Minden, à Hanovre (1757), à la bataille de Crefeld (1758), à celle de Minden (1759), à celle de Clostercamp (1760), au siège de Warburg. Il se conduit brillamment à la Guerre de sept ans, ce qui lui vaut d'être surnommé "le jeune héros" par le maréchal de Belle-Isle.
En 1763, il est promu brigadier de cavalerie, en 1772 maréchal de camp, et en 1781 lieutenant-général.
en 1769, il recueille la succession de sa cousine, Henriette Charlotte de Chabot, veuve de Charles-Hannibal de Rohan-Chabot, comprenant notamment le domaine de Marouatte.
En 1791, il recueille la succession de son cousin germain, Louis-Marie-Bretagne de Rohan-Chabot, cinquième duc de Rohan et pair de France, mort également sans postérité. En pleine tourmente révolutionnaire, il devient le sixième duc de Rohan et le chef de la Maison de Rohan-Chabot.

### Pendant la Révolution
Émigré de 1790 à 1792, il entretint en 1793 une correspondance avec Madame du Barry et fut convaincu d'avoir reçu de sa part un prêt de 200 000 livres, pour soutenir le soulèvement vendéen.
En 1794 son château de Pontivy lui est confisqué et il doit vendre pendant la Révolution plusieurs de ses propriétés (château de Blain, de Josselin, de Kerguèhennec) à Louis de Janzé. Il meurt à Paris, le 29 novembre 1807, sans voir la Restauration, qui permit à son fils, Alexandre-Louis-Auguste de Rohan-Chabot, de racheter plusieurs des domaines familiaux au vicomte de Janzé en 1814 : les châteaux de Pontivy  et de Josselin, toujours détenus par les ducs de Rohan.
Il est inhumé dans la chapelle du château de La Roche-Guyon.

### Mariages et descendance
Le 12 avril 1757, il épouse Élisabeth-Louise de La Rochefoucauld (Paris, 17 juin 1740 - Paris, 12 décembre 1786), fille de Jean-Baptiste de La Rochefoucauld de Roye, duc d'Anville, lieutenant-général des armées navales, et de Marie Louise Nicole de La Rochefoucauld, dame de La Roche-Guyon. Au décès de sa belle-mère, en 1797, ses deux enfants survivants héritent du domaine de La Roche-Guyon, qu'un partage attribue à son fils en 1816. De ce mariage, sont issus :
- Alexandre-Louis-Auguste de Rohan-Chabot, septième duc de Rohan, pair de France, lieutenant-général des armées du Roi, premier gentilhomme de la chambre du roi Louis XVIII (1761-1816), marié en 1785 avec Anne Louise Elisabeth de Montmorency (1771-1828), dont postérité ;
- Armand Charles Just de Rohan-Chabot, sans alliance (1767- massacré en septembre 1792) ;
- Alexandrine de Rohan-Chabot (1763-1839), mariée en 1780 avec Louis-Alexandre de La Rochefoucauld, duc d'Anville, son oncle maternel (veuf de Louise Pauline de Gand de Mérode). Député aux Etats-généraux de 1789, il fut massacré en septembre 1792. Elle se remarie en 1810 avec Boniface de Castellane, maître des requêtes au Conseil d'Etat, puis pair de France, grand officier de la Légion d'honneur (1758-1837). Sans postérité des deux mariages.

Le 14 mars 1798 (24 ventôse an VI), il se remarie avec Adélaïde Suzanne de Vismes, veuve du fermier général Jean-Benjamin de La Borde (guillotiné en 1794), fille de Pierre-Martin de Vismes et de Marie-Louise Legendre. Sans postérité.

### Distinction
- Chevalier de l'ordre du Saint Esprit (1783)

### Armoiries
| Blason | Blasonnement : Écartelé : de gueules à neuf macles d'or (qui est de Rohan), et d'or à trois chabots de gueules (qui est Chabot). |

### Source
- Georges Martin, Histoire et Généalogie des Maisons de Chabot et de Rohan-Chabot, Lyon, 1996, 256 pages